# 伊豫岡八幡神社
伊豫岡八幡神社（いよおかはちまんじんじゃ）は愛媛県伊予市にある神社。

## 祭神
- 誉田別命
- 足仲彦命
- 息長足姫命

## 歴史
- 貞観元年（859年）8月、宇佐八幡宮を山城国の男山八幡宮へ勧請する途中、当地に泊船したおりに不思議な霊験があったとして創建された[1][2]。
- 旧大洲藩主の祈祷所だった [1][2]。
- 元久2年（1205年）に吾河保が石清水八幡宮の荘園であった記録があり、その末社と考えられている[3]。

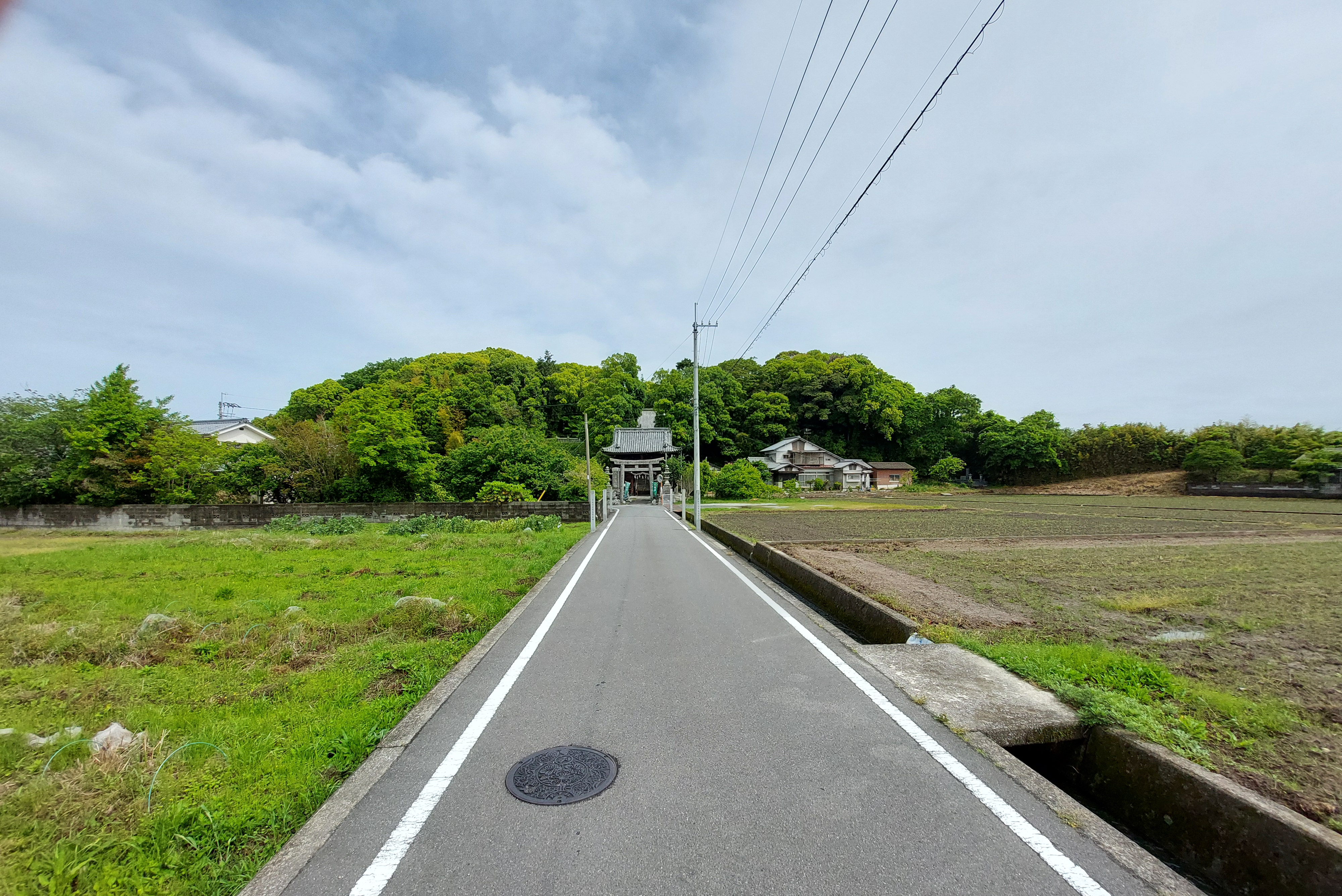
遠景
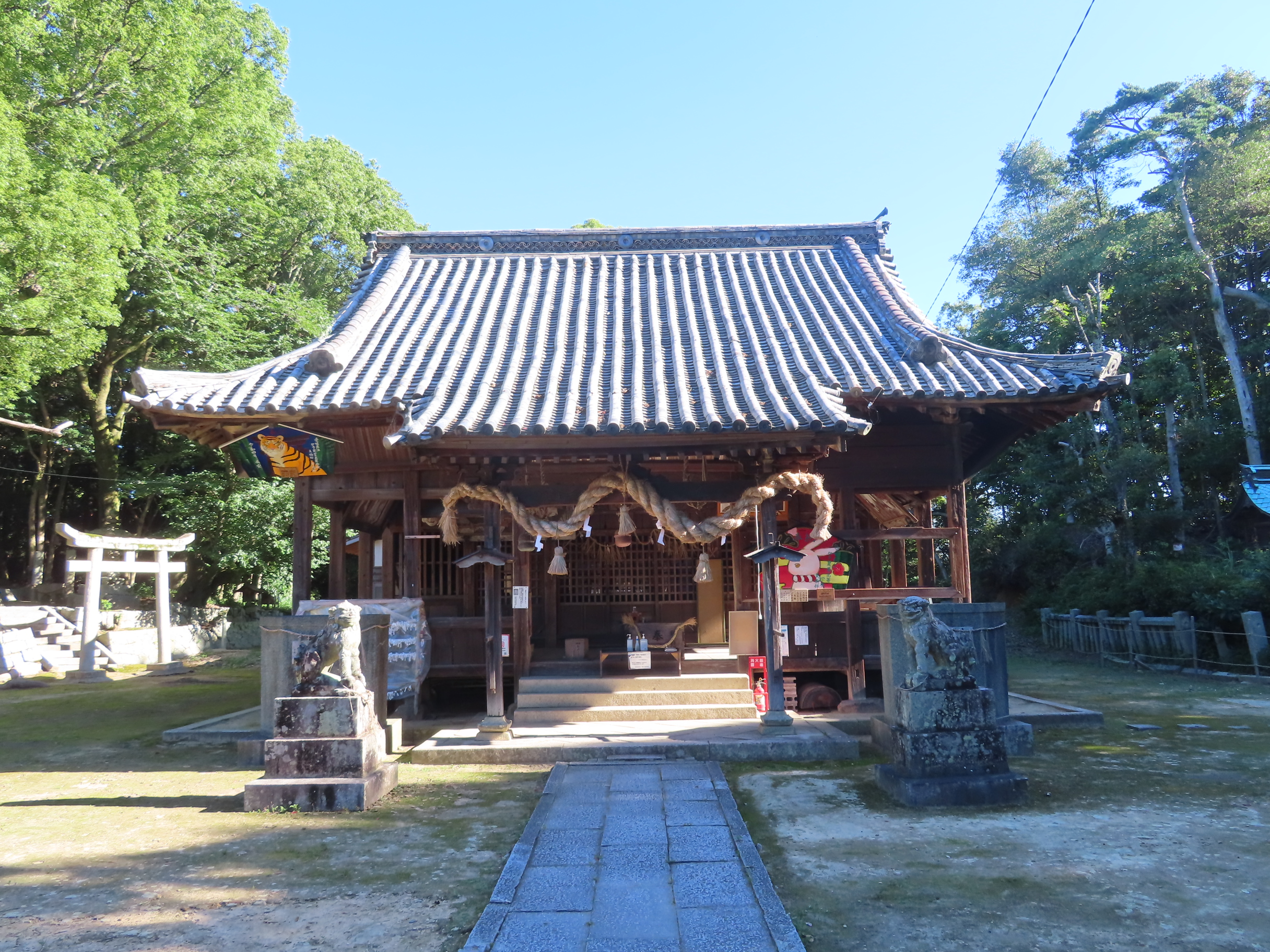
拝殿
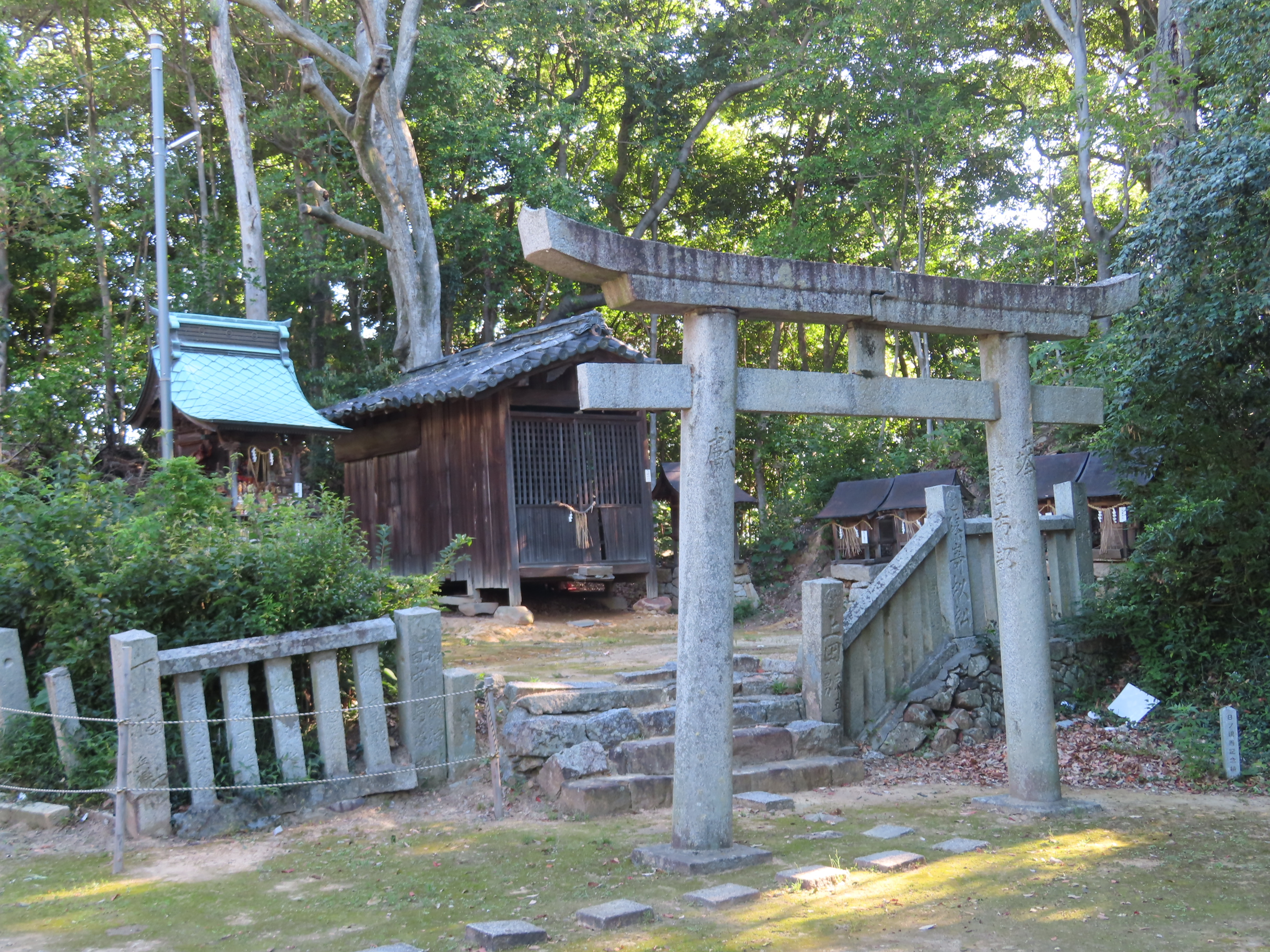
境内摂社

## 社殿
- 本殿 - 古建築様式[2]
- 拝殿 - 元禄7年（1694年）[2]
- 楼門 - 嘉永2年（1849年）[2]、松山市の椿神社をモデルに参考された[3]。

## 境内摂社
- 多賀神社
- 金刀比羅神社
- 鹿島神社
- 和霊神社
- 戎神社
- 五穀神社
- 高良神社
- 松尾神社
- 加佐茂理神社
- 上之川神社
- 八ツ森神社

## 祭事・年中行事
- 例祭 - 10月14日、15日

## 文化財
- 征露凱旋記念奉納絵馬（歴史資料、市指定文化財）[4]

## 所在地情報
所在地
- 愛媛県伊予市上吾川508番地

交通
- 鉄道
  - 伊予市駅（四国旅客鉄道〈JR四国〉予讃線） - 徒歩で約17分